# Tour de France 1978
65. Tour de France rozpoczął się 29 czerwca w holenderskim mieście Lejda, a zakończył się 23 lipca w Paryżu. Wyścig składał się z prologu i 22 etapów. Cała trasa liczyła 3914 km.
Klasyfikację generalną wygrał Francuz Bernard Hinault, wyprzedzając Holendra Joopa Zoetemelka i Portugalczyka Joaquima Agostinho. Klasyfikację punktową wygrał Belg Freddy Maertens, górską Francuz Mariano Martínez, młodzieżową Holender Henk Lubberding, a sprinterską kolejny Francuz - Jacques Bossis. Najaktywniejszym kolarzem został Belg Paul Wellens. W klasyfikacji drużynowej najlepsza była francuska ekipa Miko–Mercier, a w punktowej klasyfikacji drużynowej zwyciężył holenderski zespół TI-Raleigh.
Trzej kolarze: Belg Michel Pollentier, Francuz Antoine Gutierrez i Hiszpan José Nazabal zostali zdyskwalifikowani za doping.

## Drużyny
W tej edycji TdF wzięło udział 11 drużyn:
- Peugeot-Esso-Michelin
- Ti Raleigh
- C&A
- KAS-Campagnolo
- Miko-Mercier-Hutchinson
- Renault-Gitane-Campagnolo
- Teka
- Lejeune-BP
- Fiat-La France
- Velda-Lono-Flandria
- Jobo-Superia

## Etapy
| P   | 29 czerwca | Lejda                                          | ITT 5,2 km    | Jan Raas           | Jan Raas           |               |               |
| 1A  | 30 czerwca | Lejda – Sint Willebrord                        | 135,0 km      | Jan Raas           | Jan Raas           |               |               |
| 1B  | 30 czerwca | Sint Willebrord – Bruksela                     | 100,0 km      | Walter Planckaert  | Jan Raas           |               |               |
| 2   | 1 lipca    | Bruksela – Saint-Amand-les-Eaux                | 199,0 km      | Jacques Esclassan  | Jan Raas           |               |               |
| 3   | 2 lipca    | Saint-Amand-les-Eaux – Saint-Germain-en-Laye   | 243,5 km      | Klaus-Peter Thaler | Jacques Bossis     |               |               |
| 4   | 3 lipca    | Évreux – Caen                                  | TTT 153,0 km  | TI-Raleigh         | Klaus-Peter Thaler |               |               |
| 5   | 4 lipca    | Caen – Mazé                                    | 244,0 km      | Freddy Maertens    | Klaus-Peter Thaler |               |               |
| 6   | 5 lipca    | Mazé – Poitiers                                | 162,0 km      | Sean Kelly         | Gerrie Knetemann   |               |               |
| 7   | 6 lipca    | Poitiers – Bordeaux                            | 242,0 km      | Freddy Maertens    | Gerrie Knetemann   |               |               |
| 8   | 7 lipca    | Saint-Émilion – Sainte-Foy-la-Grande           | ITT 59,3 km   | Bernard Hinault    | Joseph Bruyère     |               |               |
| 9   | 8 lipca    | Bordeaux – Biarritz                            | 233,0 km      | Miguel María Lasa  | Joseph Bruyère     |               |               |
|     | 9 lipca    | Dzień przerwy                                  | Dzień przerwy | Dzień przerwy      | Dzień przerwy      | Dzień przerwy | Dzień przerwy |
| 10  | 10 lipca   | Biarritz – Pau                                 | 191,5 km      | Henk Lubberding    | Joseph Bruyère     |               |               |
| 11  | 11 lipca   | Pau – Saint-Lary-Soulan                        | 161,0 km      | Mariano Martínez   | Joseph Bruyère     |               |               |
| 12A | 12 lipca   | Tarbes – Valence-d’Agen                        | 158,0 km      | etap odwołany      | Joseph Bruyère     |               |               |
| 12B | 12 lipca   | Valence-d’Agen – Tuluza                        | 96,0 km       | Jacques Esclassan  | Joseph Bruyère     |               |               |
| 13  | 13 lipca   | Figeac – Super Besse                           | 221,5 km      | Paul Wellens       | Joseph Bruyère     |               |               |
| 14  | 14 lipca   | Besse-en-Chandesse – Puy de Dôme               | ITT 52,5 km   | Joop Zoetemelk     | Joseph Bruyère     |               |               |
| 15  | 15 lipca   | Saint-Dier-d’Auvergne – Saint-Étienne          | 196,0 km      | Bernard Hinault    | Joseph Bruyère     |               |               |
| 16  | 16 lipca   | Saint-Étienne – L’Alpe d’Huez                  | 240,5 km      | Hennie Kuiper      | Joop Zoetemelk     |               |               |
|     | 17 lipca   | Dzień przerwy                                  | Dzień przerwy | Dzień przerwy      | Dzień przerwy      | Dzień przerwy | Dzień przerwy |
| 17  | 18 lipca   | Grenoble – Morzine                             | 225,0 km      | Christian Seznec   | Joop Zoetemelk     |               |               |
| 18  | 19 lipca   | Morzine – Lozanna                              | 137,5 km      | Gerrie Knetemann   | Joop Zoetemelk     |               |               |
| 19  | 20 lipca   | Lozanna – Belfort                              | 181,5 km      | Marc Demeyer       | Joop Zoetemelk     |               |               |
| 20  | 21 lipca   | Metz – Nancy                                   | ITT 72,0 km   | Bernard Hinault    | Bernard Hinault    |               |               |
| 21  | 22 lipca   | Épernay – Senlis                               | 207,5 km      | Jan Raas           | Bernard Hinault    |               |               |
| 22  | 23 lipca   | Saint-Germain-en-Laye – Paryż (Champs-Élysées) | 161,5 km      | Gerrie Knetemann   | Bernard Hinault    |               |               |

## Klasyfikacje końcowe

### Klasyfikacja generalna
| Pozycja | Zawodnik          | Drużyna      | Czas          |
| ------- | ----------------- | ------------ | ------------- |
| 1.      | Bernard Hinault   | Renault      | 112 h 03' 02" |
| 2.      | Joop Zoetemelk    | Miko-Mercier | +3' 56"       |
| 3.      | Joaquim Agostinho | Flandria     | +6' 54"       |
| 4.      | Joseph Bruyère    | C&A          | +9' 04"       |
| 5.      | Christian Seznec  | Miko-Mercier | +12' 50"      |
| 6.      | Paul Wellens      | Raleigh      | +14' 38"      |
| 7.      | Francisco Galdós  | KAS          | +17' 08"      |
| 8.      | Henk Lubberding   | Raleigh      | +17' 26"      |
| 9.      | Lucien Van Impe   | C&A          | +21' 01"      |
| 10.     | Mariano Martínez  | Jobo         | +22' 58"      |

### Klasyfikacja punktowa
| Pozycja | Zawodnik          | Drużyna  | Punkty |
| ------- | ----------------- | -------- | ------ |
| 1.      | Freddy Maertens   | Flandria | 242    |
| 2.      | Jacques Esclassan | Peugeot  | 185    |
| 3.      | Bernard Hinault   | Renault  | 123    |
| 4.      | Jan Raas          | Raleigh  | 109    |
| 5.      | Joseph Bruyere    | C&A      | 100    |

### Klasyfikacja górska
| Pozycja | Zawodnik          | Drużyna      | Punkty |
| ------- | ----------------- | ------------ | ------ |
| 1.      | Mariano Martínez  | Jobo         | 187    |
| 2.      | Bernard Hinault   | Renault      | 176    |
| 3.      | Joop Zoetemelk    | Miko-Mercier | 155    |
| 4.      | Christian Seznec  | Miko-Mercier | 90     |
| 5.      | Joaquim Agostinho | Flandria     | 73     |

### Klasyfikacja młodzieżowa
| Pozycja | Zawodnik         | Drużyna      | Czas          |
| ------- | ---------------- | ------------ | ------------- |
| 1.      | Henk Lubberding  | Raleigh      | 107 h 35' 26" |
| 2.      | Sven-Åke Nilsson | Miko-Mercier | +5′ 34"       |
| 3.      | René Bittinger   | Flandria     | +36' 21"      |
| 4.      | Pierre Bazzo     | Lejeune      | +38' 09"      |
| 5.      | Gilbert Lelay    | Fiat         | +40' 04"      |

### Klasyfikacja sprinterska
| Pozycja | Zawodnik                  | Drużyna  | Punkty |
| ------- | ------------------------- | -------- | ------ |
| 1.      | Jacques Bossis            | Renault  | 95     |
| 2.      | Philippe Tesniere         | Fiat     | 60     |
| 3.      | Pierre-Raymond Villemiane | Gitane   | 52     |
| 4.      | Marcello Osler            | Flandria | 44     |
| 5.      | Marcello Osler            | C&A      | 21     |

### Klasyfikacja drużynowa punktowa
| Pozycja | Drużyna      | Punkty |
| ------- | ------------ | ------ |
| 1.      | Raleigh      | 720    |
| 2.      | Gitane       | 909    |
| 3.      | Flandria     | 972    |
| 4.      | Miko-Mercier | 1072   |
| 5.      | Peugeot      | 1144   |

### Klasyfikacja drużynowa
| Pozycja | Drużyna      | Czas          |
| ------- | ------------ | ------------- |
| 1.      | Miko-Mercier | 562 h 05' 52" |
| 2.      | Raleigh      | +17' 20"      |
| 3.      | C&A          | +17' 22"      |
| 4.      | Flandria     | +1 h 15' 45"  |
| 5.      | Gitane       | +1 h 47' 46"  |